# Gustav Conrau

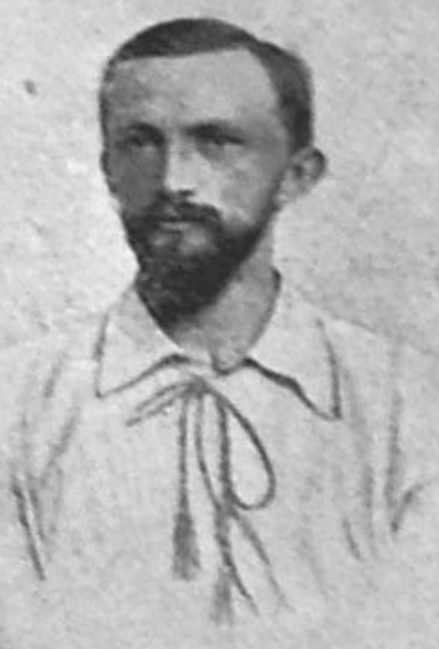
Gustav Conrau, ca. 1892

Gustav Conrau (* 2. Oktober 1865 in Forsthaus Priemern, Provinz Sachsen, Königreich Preußen; † Dezember 1899 in Fontem, Kamerun) war ein deutscher Handelsagent und Forscher in der damaligen deutschen Kolonie Kamerun. Neben seiner Tätigkeit für deutsche Handelsunternehmen sammelte er afrikanische Skulpturen sowie botanische und zoologische Exemplare, die er an Museen im Deutschen Reich sandte.
Seit dem späten 19. Jahrhundert zeigen ethnologische und später auch Kunstmuseen sowie private Sammler in Europa und Amerika ein zunehmendes Interesse an traditionellen afrikanischen Skulpturen. Die von Conrau im Bangwa-Königreich im heutigen Kamerun gesammelten Skulpturen wurden international als Meisterwerke afrikanischer Kunst bekannt.

## Leben und Wirken

### Hintergrund
Kamerun war von 1884 bis 1916 eine afrikanische Kolonie des Deutschen Reichs im Gebiet des heutigen Kamerun und darüber hinaus. Bereits vor der Kolonialisierung hatte die Hamburger Handelsfirma Carl Woermann 1868 den ersten deutschen Handelsposten im Gebiet der heutigen Stadt Douala gegründet. Johannes Thormählen, Hauptagent der Firma in Gabun, erweiterte die Aktivitäten auf das Delta des Kamerunflusses (heute Wouri-Flussdelta). 1874 gründete Thormählen gemeinsam mit Wilhelm Jantzen, dem Woermann-Agenten in Liberia, die Firma Jantzen & Thormählen.
Beide Handelsfirmen erweiterten ihren Einfluss durch eigene Segel- und Dampfschiffe und etablierten regelmäßige Passagier- und Frachtverbindungen zwischen Hamburg und Douala. Diese und andere Unternehmen erwarben Land von lokalen Häuptlingen und begannen mit systematischen Plantagenbetrieben, unter anderem für Bananen und Palmöl. In den Jahren vor 1884 stand das Kamerun-Gebiet informell unter britischer Kontrolle, mit erheblichen britischen Handelsaktivitäten.
1884 beantragte Adolph Woermann im Namen der in Westafrika tätigen deutschen Firmen beim Auswärtigen Amt den „Schutz“ durch das Deutsche Reich. Dies führte neben anderen Faktoren dazu, dass Reichskanzler Otto von Bismarck die Gründung der Kolonie Kamerun genehmigte – ein Schritt, der in den Verträgen der Berliner Konferenz von 1885 anerkannt wurde.
Bei der Gründung der Kolonie übernahmen deutsche Kolonialtruppen die Kontrolle über die Küstenregion und eroberten weite Landstriche, um Plantagen für die Kautschuk- und Palmölproduktion anzulegen. Das Ergebnis für die einheimische Bevölkerung war, dass Eigentum beschlagnahmt, Dörfer verbrannt und Stammesoberhäupter ermordet oder inhaftiert wurden. Auch wurden viele Erwachsene gezwungen, in den deutschen Unternehmen zu arbeiten, die die Plantagen betrieben. Bei der kolonialen Besiedlung wurden auch Mittelsmänner beschäftigt, die ins Landesinnere reisten, um zusätzliche Arbeiter zu finden. Einigen wurde auch die Aufgabe übertragen, die Landschaft zu kartografieren und nach weiteren Ressourcen zu suchen. Einer dieser Mittelsmänner war der deutsche Handelsagent Gustav Conrau.

### Frühes Leben und Wirken in Kamerun

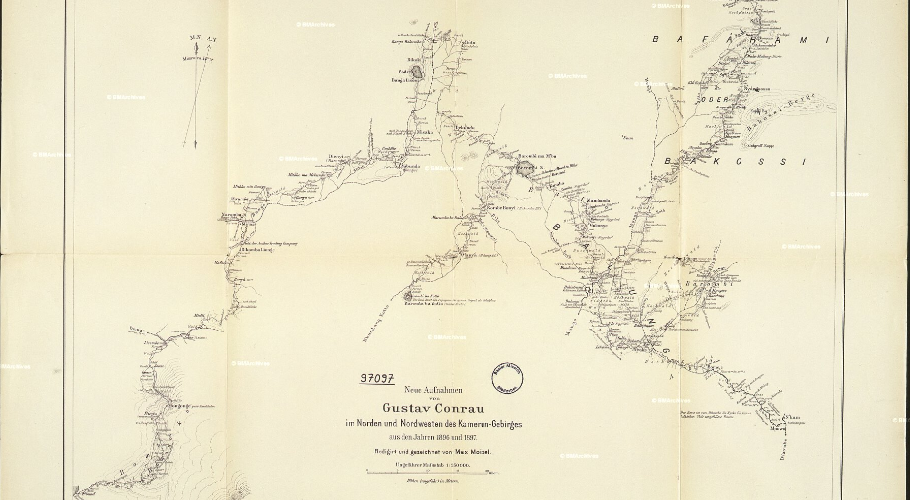
Kartografische Übersicht zu Conraus Reisen in Kamerun in den Jahren 1896 und 1897, Basler Missionsarchiv

Conrau wurde am 2. Oktober 1865 in der Provinz Sachsen des Königreichs Preußen geboren. Als er 1890 im Alter von fünfundzwanzig Jahren in der damaligen deutschen Kolonie Kamerun ankam, begann er als freischaffender Handelsagent für das Unternehmen Jantzen & Thormählen zu wirken.
Conrau war der erste Europäer, der ins Hinterland im Nordwesten Kameruns reiste. Daraufhin veröffentlichte er in Deutschland zwei ethnografische Artikel über die einheimische Bevölkerung in diesen Regionen. Während einer Expedition im Jahr 1891 begleitete Conrau den deutschen Entdecker Eugen Zintgraff, wobei er sein Wissen über lokale Bräuche und Geografie nutzte. Im Auftrag der Kolonialverwaltung bereiste Conrau 1894 mit einem Kompass und einer Taschenuhr ausgerüstet die zuvor mit Zintgraff zurückgelegte Route nach Bali Nyonga erneut. Aufgrund dieser und folgender Reisen ins Landesinnere wurde seine kartografische Übersicht veröffentlicht, die die Siedlungen Mundame im Südwesten Kameruns und Bali (heute Bali-Nyonga) im Nordwesten verband.
Um seinen Lebensunterhalt zu sichern, erbeutete Conrau Elefanten und Elfenbein. Bis auf gelegentliche Besuche in Deutschland verbrachte Conrau fast neun Jahre in Kamerun. Dabei verbrachte er oft lange Aufenthalte im Landesinneren, bei denen er nur von seinem afrikanischen Übersetzer und Trägern begleitet wurde.:23 Neben seinen Aktivitäten als ethnografischer Laie und seinen geografischen Aufzeichnungen erforschte und sammelte er auch zoologische und botanische Exemplare für wissenschaftliche Sammlungen in Deutschland.
Auf der Suche nach Kautschuk, Elfenbein und Arbeitern für die Plantagen an der Küste kam Conrau im Dezember 1898 erstmals in Kontakt mit der Bangwa-Ethnie, einer Untergruppe der Bamileke. In der Region Fontem im südwestlichen Kameruner Grasland lernte Conrau das junge und wohlhabende Stammesoberhaupt Fon Assunganyi (ca. 1880–1951) des Königreichs Lebang kennen, das über ein weit verzweigtes Handelsnetz verfügte. Während seines Aufenthalts am Hof Assunganyis tauschten die beiden Geschenke und Waren aus. Conrau erhielt dabei die Zusage, einige Dutzend von Assunganyis Männern als Träger für Waren zu den Küstenplantagen mitnehmen zu können.:100

### Todesumstände
Im Dezember 1899 kehrte Conrau ohne die Träger zurück nach Fontem. Er forderte weitere Männer, da viele der ersten angeblich an Malaria und Fieber gestorben waren. Assunganyi verlangte jedoch eine Entschädigung und ließ Conrau festnehmen. Aus der Gefangenschaft schrieb Conrau einen Brief an seine deutschen Geschäftspartner, in dem er um afrikanische Arbeiter bat, um für die fehlenden Träger aufzukommen. Obwohl Conrau gefangen war, hatte er Zugang zu einer Schusswaffe. Als er keine Antwort erhielt, versuchte er zu fliehen, was er in seinem vorausgegangenen Brief als Möglichkeit angedeutet hatte. Laut späteren Berichten seines einheimischen Dolmetschers Lanschi wurde Conrau von lokalen Wachen angehalten und leicht verletzt. Nachdem er auf die Wachen gefeuert hatte, soll sich Conrau erschossen haben, um nicht wieder gefangen genommen zu werden.:23
Als Vergeltung sandte die deutsche Kolonialverwaltung eine Strafexpedition. Diese brannte das Palastgebäude nieder und schickte Assunganyi ins Exil. Danach richteten die deutschen Truppen eine Garnison am Standort ein.:107–108

## Sammlungstätigkeit

### Afrikanische Kulturobjekte
Seit 1898 sammelte Conrau Informationen über traditionelle kulturelle Objekte der Bangwa und schickte sie an Felix von Luschan, den stellvertretenden Direktor des Königlichen Museums für Völkerkunde in Berlin, des heutigen Ethnologischen Museums. Für drei Lieferungen in den Jahren 1898 und 1899 erhielt Conrau vom Berliner Museum 1300 Deutsche Mark. In diesen Jahren tauschten Conrau und von Luschan in Briefwechseln ethnografische Informationen über Traditionen, Skulpturen und Masken der Bangwa-Region aus. Darin erwähnte Conrau, dass er die erforderliche Genehmigung von Assunganyi und anderen Häuptlingen zum Kauf von Skulpturen und anderen Kulturgütern nach langen Verhandlungen und mitunter auch heimlich erlangt hatte. Dass dort inzwischen ältere Skulpturen und Masken gegenüber neueren, mit importierten Glasperlen verzierten Stücken gering geschätzt wurden, erleichterte Conrau den Erwerb solcher älteren Stücke.:26 

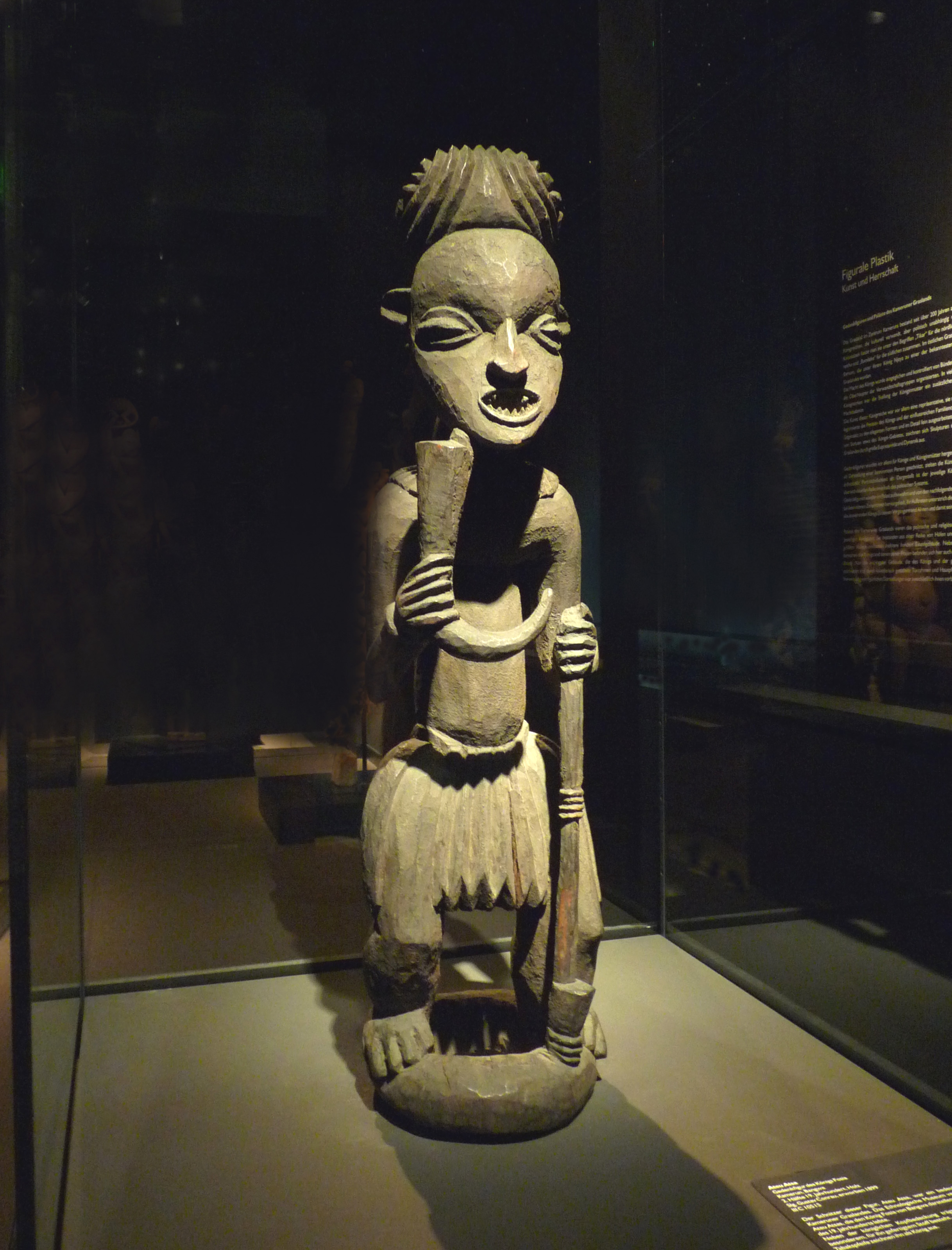
Skulptur des Königs Fosia, Ethnologisches Museum Berlin

Zu den Skulpturen, die Conrau als Geschenk oder im Tausch erwarb, gehörte eine, die als „Bangwa Queen“ bekannt wurde. Diese hölzerne Statue einer weiblichen Figur wurde später vom Berliner Museum gegen andere afrikanische Werke bei einem privaten Sammler in Berlin eingetauscht. In den 1930er Jahren erwarb sie die amerikanische Unternehmerin Helena Rubinstein für ihre Sammlung afrikanischer Kunstwerke. Nach einer Auktion im Jahr 1999 gelangte die Bangwa Queen in die Sammlung des Musée Dapper in Paris.
Mehrere durch Conrau gesammelte Skulpturen wie die des Königs Fosia, die dem Bildhauer Ateu Atsa zugeschrieben wird, sowie eine männliche Figur mit Zwillingen an jeder Seite befinden sich im Ethnologischen Museum Berlin und weiteren europäischen Museen. Andere wurden als Meisterwerke der traditionellen afrikanischen Kunst in den USA und Europa ausgestellt und für die Sammlungen des Cleveland Museum of Art, des Metropolitan Museum of Art und des Eskenazi Museum of Art an der Indiana University in den USA erworben.

### Pflanzen und Tiergattungen
Conraus wissenschaftliche Pflanzensammlung wird im Botanischen Garten und Botanischen Museum Berlin in Dahlem aufbewahrt. Die wissenschaftlichen Namen mehrerer in Westkamerun gesammelter Pflanzenarten sind nach ihm benannt, darunter Agelaea conraui, Allophylus conraui, Ardisia conraui, Baphia leptostemma var. conraui, Ficus conraui, Millettia conraui und Salacia conrauii.
In der wissenschaftlichen Systematik für Tiere wurden die Geckoart Lygodactylus conraui, die Unterart Conraua goliath und die Gattung Conraua aus der Familie der Conrauidae nach Conrau benannt. Conrau hatte Exemplare dieser Tiere sowie menschliche Überreste an das Museum für Naturkunde in Berlin geschickt.:80

## Rezeption
1971 veröffentlichten die Anthropologen Robert Brain und Adam Pollock, die in den 1960er Jahren bei den Bangwa gelebt hatten, ein Buch über die Grabskulpturen der Bangwa, in dem auch eine Schilderung über Conraus frühesten Besuch in Fontem enthalten ist. Auf der Grundlage historischer Forschungen erörterte eine weitere Studie von 2009 mit dem Titel Azi since Conrau (Azi seit Conrau) die Veränderungen, die Azi, das traditionelle Zentrum der Fontem-Region, in dem Jahrhundert seit Conraus Ankunft und frühem Tod durchlaufen hat. Mit Bezug auf die Geschichtsschreibung über europäische „Entdecker“ wie Conrau verfassten die beiden Autoren, von denen einer ein Historiker der Bangwa-Ethnie ist, folgenden Kommentar::106

„Wie die meisten Berichte darüber, wie Europa in Afrika vordrang, ist dies eine Geschichte, die aus einer europäischen Perspektive geschrieben wurde. In der Anthropologie hat es eine Bewegung gegeben, die die Hegemonie eines privilegierten westlichen Blickwinkels dekonstruieren will, erstens indem sie ihn sichtbar macht und die Position des beobachtenden, schreibenden Subjekts in den Diskurs einbezieht, und zweitens indem sie alternative Stimmen einlädt, neben denen des westlichen Beobachters zum Ausdruck zu kommen. […] Conraus Besuche in Azi markierten zwar einen Wendepunkt in der Geschichte […], waren aber auch Teil eines viel längeren Prozesses der Interaktion zwischen Europa und Afrika, der den Fernhandel mit Sklaven und anderen Waren einschloss.“

In einem Artikel in The Continent, einer von afrikanischen Autoren herausgegebenen Wochenzeitung, mit dem Titel The Museum of Stolen History (Das Museum der gestohlenen Geschichte) wurde im Jahr 2025 die Geschichte von Conrau und der „Bangwa-Königin“ aus afrikanischer Sicht behandelt. Darin wird die Statue als „Ngwi Ndem, die göttliche Gattin, die für diejenigen eintritt, die Fruchtbarkeit, reiche Ernten und Schutz vor dem Bösen suchen“ bezeichnet. Der Artikel zitierte außerdem Chief Charles Taku, einen Urenkel von Assunganyi und Hauptverteidiger am Internationalen Strafgerichtshof, der sagte, dass Conrau die Skulptur und Dutzende andere gestohlen habe.

## Forderungen nach Rückgabe
Im Zusammenhang mit der Neubewertung von Sammlungen traditioneller afrikanischer Kunst in westlichen Museen wurde bei Forderungen nach der Rückgabe von Kulturgut kolonialer Herkunft und der Dekolonisierung von Museen argumentiert, dass die Geschichte solcher Sammlungen durch „enge Verbindungen zwischen privatem Sammeln, Museumsnetzwerken und kolonialer Gewalt“ gekennzeichnet sei.:197 Im Fall der Conrau-Sammlung gelte dies als Ausdruck der Bemühungen Deutschlands, die Kontrolle über seine Kolonien auszuweiten. In einer ihrer Studien zu den Sammlungen Conraus schrieb die Ethnologin Bettina von Lintig hierzu, dass Conrau die Sammlungsgegenstände von den früheren Besitzern durch einvernehmlichen Tausch erhalten habe. Deshalb könne es sich hierbei nicht um Beute- oder Raubkunst handeln. Auch eine Studie des Juristen Carsten Stahn von 2023 zu Auseinandersetzungen um koloniale Kulturobjekte kam in Bezug auf zumindest eines der bekanntesten Objekte zu einer ähnlichen Einschätzung.:201
In ihrer Studie von 2019 kam hingegen Evelien Campfens, Spezialistin für Kulturerbe-Recht an der Universität Leiden in den Niederlanden, zu folgender Einschätzung der aktuellen Situation. Sie erörterte, was Rechts- und Menschenrechtsvorschriften aussagen, wenn Kulturgüter spiritueller Natur, die während der Kolonialherrschaft verloren gingen, zurückgefordert werden. Am Beispiel der durch Conrau erworbenen „Bangwa-Queen“ argumentierte Campfens, dass Rechtsnormen wie die nicht rechtsverbindliche UN-Deklaration der Rechte indigener Völker (UNDRIP) von 2007 die Rückgabe von Bangwa-Skulpturen aus Frankreich und Deutschland rechtfertigen könnten. Sie verwies ferner auf zeitgenössische „weiche“ Auslegungen von Gesetzen wie in den Ethischen Richtlinien für Museen des International Council of Museums (ICOM) von 1986 und entsprechende Vorschriften für europäische Museen, die als Grundlage für Rückgaben herangezogen werden könnten. Dies würde jedoch von der Entscheidung der Kulturbehörden abhängen, auf die Forderungen der Vertreter des Bangwa-Volkes zu reagieren.
Auf einer Konferenz über Provenienzforschung zu Sammlungen mit kolonialer Herkunft im Jahr 2021 sprach Chief Charles A. Taku erneut rechtliche und moralische Erwägungen an und plädierte für die Rückgabe des Bangwa-Kulturerbes an seine Herkunftsgemeinschaft in Kamerun.